# Щёголев, Александр Евгеньевич
Алекса́ндр Евге́ньевич Щёголев (род. 1 апреля 1972, Воронеж) — российский футболист, полузащитник, ныне тренер. Рекордсмен по сыгранным матчам за «Факел» в высшем дивизионе чемпионата России (90).

## Карьера

### Клубная
Большую часть карьеры провёл в составе воронежского «Факела», дважды возвращаясь в Воронеж после неудачных попыток закрепиться в составах московских ЦСКА и «Спартака». Сыграл один матч в Лиге чемпионов 2000/01 в составе «Спартака» против французского «Лиона».

### Тренерская
В сезоне 2007 года под его руководством воронежский «Труд» занял третье место в Первенстве МОА «Черноземье». Но в итоге команда была расформирована, а Щёголев возобновил игровую карьеру в «Локомотиве» (Лиски). В начале 2009 года назначен на должность спортивного директора клуба «Факел-Воронеж», но уже через месяц покинул команду. В конце 2009 года назначен главным тренером «Динамо» из Воронежа.
10 января 2013 года представлен в качестве нового главного тренера «Факела».

## Личная жизнь
Отец, Евгений Алексеевич, тоже был футболистом, является рекордсменом «Факела» по числу сыгранных матчей.

## Достижения
«Спартак» (Москва)
- Чемпион России: 2000